# Le Plessis-Pâté
Plessis-Pâté – miejscowość i gmina we Francji, w regionie Île-de-France, w departamencie Essonne.
Według danych na rok 1990 gminę zamieszkiwało 2798 osób, a gęstość zaludnienia wynosiła 369 osób/km² (wśród 1287 gmin regionu Île-de-France Plessis-Pâté plasuje się na 417. miejscu pod względem liczby ludności, natomiast pod względem powierzchni na miejscu 515.).